# Abderrazak Boukebba
Abderrazzak Boukebba (arabiska: عبد الرزاق بوكبة), född 1977 i byn Awlad J’hish i östra Algeriet, är en algerisk poet och romanförfattare. Han tog sin fil kand i litteraturvetenskap 1996, och har arbetat på Algeriets nationalbibliotek samt med tv och radio. 
Boukebba har publicerat tre diktsamlingar och en roman, och har tilldelats det algeriska priset President Award. Han var en av de 39 arabiska författare under 40 år som valdes ut till antologin Beirut 39, huvudprojektet när Beirut var Unescos bokhuvudstad 2009.